# J. D. Williams
Pour les articles homonymes, voir James Williams (homonymie), Darnell Williams (homonymie) et Williams.
J.D. Williams (né le 22 mai 1978 à Newark, New Jersey) est un acteur américain. Il est surtout connu pour ses rôles dans les séries télévisées de HBO Oz et The Wire.

## Carrière
Williams interprète souvent des rôles à la télévision de jeune voyou. Il joua le rôle du prisonnier Kenny Wangler lors des quatre premières saisons de Oz. Il a participé à un épisode de la série télévisée Homicide, issue d'un livre de David Simon, avant d'incarner le rôle de Preston « Bodie » Broadus dans les quatre premières saisons de la série The Wire. Il a également participé à un épisode des Soprano et à l'épisode pilote de New York 911 ("Welcome to Camelot") dans le rôle de Pee-Wee, un enfant des rues errant.
Il a également participé à de nombreux clips de R&B et hip-hop.

## Filmographie
- The Following (2013 - 2015)
- Blue Bloods (2010 - ...)
- The Good Wife (2009 - ...)
- Cash Rules : Spike
- 4 Life (2007)
- Kill Point : Dans la ligne de mire (2007)
- Shanghai Hotel (2006) : Thump
- The Wire : Bodie Broadus (2002-2006)
- The Warriors (2005) (voix)
- Two Guns (2005) (vidéo) : Bill
- Mr. Smith Gets a Hustler (2003) : Abe
- Durdy Game (2002) (vidéo) : Little Man
- Snipes (2001) : J.D.
- Popcorn Shrimp (2001) : Bubba
- Pootie Tang (2001) : Froggy
- 100 Centre Street (2001) : William Floyd
- 2001 : Big Apple (épisode : A Ministering Angel) : Derrick
- 1997 - 2000 : Oz : Kenny Wangler
- 2000 : Sex and the City (2000) : Sweet Sauce
- 1999 : New York 911 (épisode : Welcome to Camelot) : Pee Wee
- 1999 : Homicide (épisode : The Why Chromosome) : Casper
- 1999 : Trinity (épisode : Breaking In, Breaking Out, Breaking Up, Breaking Down) : Malik
- 1999 : Les Soprano (épisode : 46 Long) : Special K
- 1998 : New York, police judiciaire (épisode : Castoff)
- 1997 : New York Undercover (épisode : Fade Out) : Victor
- 2016 : The Night Of : Trevor Williams
- 2016 : Saints & Sinners : Jabari Morris

## Animateur à la télévision
- Animateur pour 3 épisodes de l'émission de Black Entertainment Television Rap City.

## Apparition dans les clips vidéos
- Aaliyah, 2002 "I Miss You".
- Freeway, 2002 "What We Do",
- Mariah Carey, 2002 "Through The Rain",
- Lumidee, 2003 "Never Leave You (Uh Oooh, Uh Oooh"),
- Cam'Ron, 2004 "Lord You Know",
- Fabolous, 2004 "Breathe",
- Tupac Shakur, 2005 "Ghetto Gospel",
- Mario, 2005 "How Could You",
- Prodigy, 2007 "Stuck On You",

## Rôles au théâtre
- "Streamers" (2007) : Roger
- "A.M. Sunday" (2003) : Jay